# فست‌جت
فست‌جت (به انگلیسی: Fastjet) یک شرکت هواپیمایی با کد یاتا FN است که در تاریخ ۲۰۱۱ میلادی تأسیس شده و در تاریخ ۲۹ نوامبر ۲۰۱۲ فعالیتش را آغاز کرده‌است. دفتر مرکزی فست‌جت در فرودگاه گاتویک، بریتانیا واقع شده‌است و قطب این شرکت هواپیمایی در فرودگاه بین‌المللی ژولیوس نیرر قرار دارد و به ۸ مقصد، پرواز انجام می‌دهد.